# Марио Вълков
Марио Вълков (роден на 5 април 1960 г.) е бивш български футболист, крило.
Играл е в „Миньор“ (Перник), ЦСКА (София), „Черно море“ (Варна), ирландския „Корк Сити“ и португалския „Куартейренсе“. Има мач за националния отбор на България.

## Биография
Родом от Перник, Вълков израства в школата на местния клуб Миньор. Дебютира за първия състав на 16-годишна възраст през сезон 1976/77 под ръководството на треньора Георги Берков. По време на кампанията изиграва 10 мача, но Миньор завършва на предпоследно място и изпада от А група. През следващия сезон записва 28 мача с 8 гола във втория ешелон.
През лятото на 1978 г. Вълков е привлечен в ЦСКА (София). За четири сезона изиграва 68 мача и бележи 11 гола в А група. С отбора е 3-кратен шампион на България. Записва също 6 мача в евротурнирите – 4 в КЕШ и 2 в Купата на УЕФА.
През 1982 г. напуска ЦСКА и преминава в Черно море (Варна), където играе през следващите три сезона. За „моряците“ записва 56 мача със 7 гола в елитното първенство.
През 1985 г. се завръща в Миньор (Перник), който по това време участва в Б група. През сезон 1985/86 изиграва 36 мача и вкарва 11 гола във втория ешелон. През следващата кампания има основна заслуга за спечелената промоция за елита, като бележи 20 гола в 37 мача. През следващите две години в А група записва общо 50 мача с 10 гола – 29 мача с 6 гола през 1987/88 и 21 мача с 4 гола през 1988/89.
През есента на 1989 г. преминава в ирландския Корк Сити заедно със Сашо Борисов, Илия Величков и Стефан Василев, но остава там едва месец, след което се завръща в Миньор. През пролетта на 1991 г. играе в третодивизионния португалски Куартейренсе.

## Успехи
ЦСКА (София)
- А група:
  -  Шампион (3): 1979/80, 1980/81, 1981/82